# Таврическая лестница
Таврическая лестница (также Таврический спуск) — лестница Севастополя, которая соединяет Большую Морскую улицу с улицей Людмилы Павличенко (ранее Таврическая) на Центральном холме и Комсомольским парком, памятник архитектуры. В Российской Федерации, контролирующей спорную территорию Крыма, является  объектом культурного наследия Севастополя регионального значения;.
Лестница строилась в два этапа. Верхний участок от Большой Морской до вершины холма построен в начале 1950-х годов по проекту архитектора Г. Г. Швабауера, нижний — до улицы Одесская, в начале 1970-х годов (архитектор В. М. Артюхов).